# Nové Sady u Vyškova
Nové Sady (deutsch Nebstich) ist eine Gemeinde in Tschechien. Sie liegt 17 Kilometer nordwestlich von Vyškov und gehört zum Okres Vyškov. Die Gemeinde ist Teil der Mikroregion Drahanská vrchovina.

## Geographie
Nové Sady befindet sich linksseitig über dem Tal der Velká Haná auf der Hochfläche des Drahaner Berglandes. Östlich erhebt sich der Zelený kopec (540 m) und südlich die Brda (567 m). Nordöstlich liegt die mittelalterliche Wüstung Valdov. Im Norden, Osten und Süden grenzt die Gemeinde an den Truppenübungsplatz Březina und im Westen an den Okres Prostějov.
Nachbarorte sind Drahany im Norden, Březina und Prostějovičky im Nordosten, Myslejovice und Kobylničky im Osten, Ferdinandsko und Jandova bouda im Südosten, Rychtářov, Kluč und Studnice im Süden, Odrůvky und Rozstání im Südwesten, Baldovec im Westen sowie Otinoves und Niva im Nordwesten.

## Geschichte

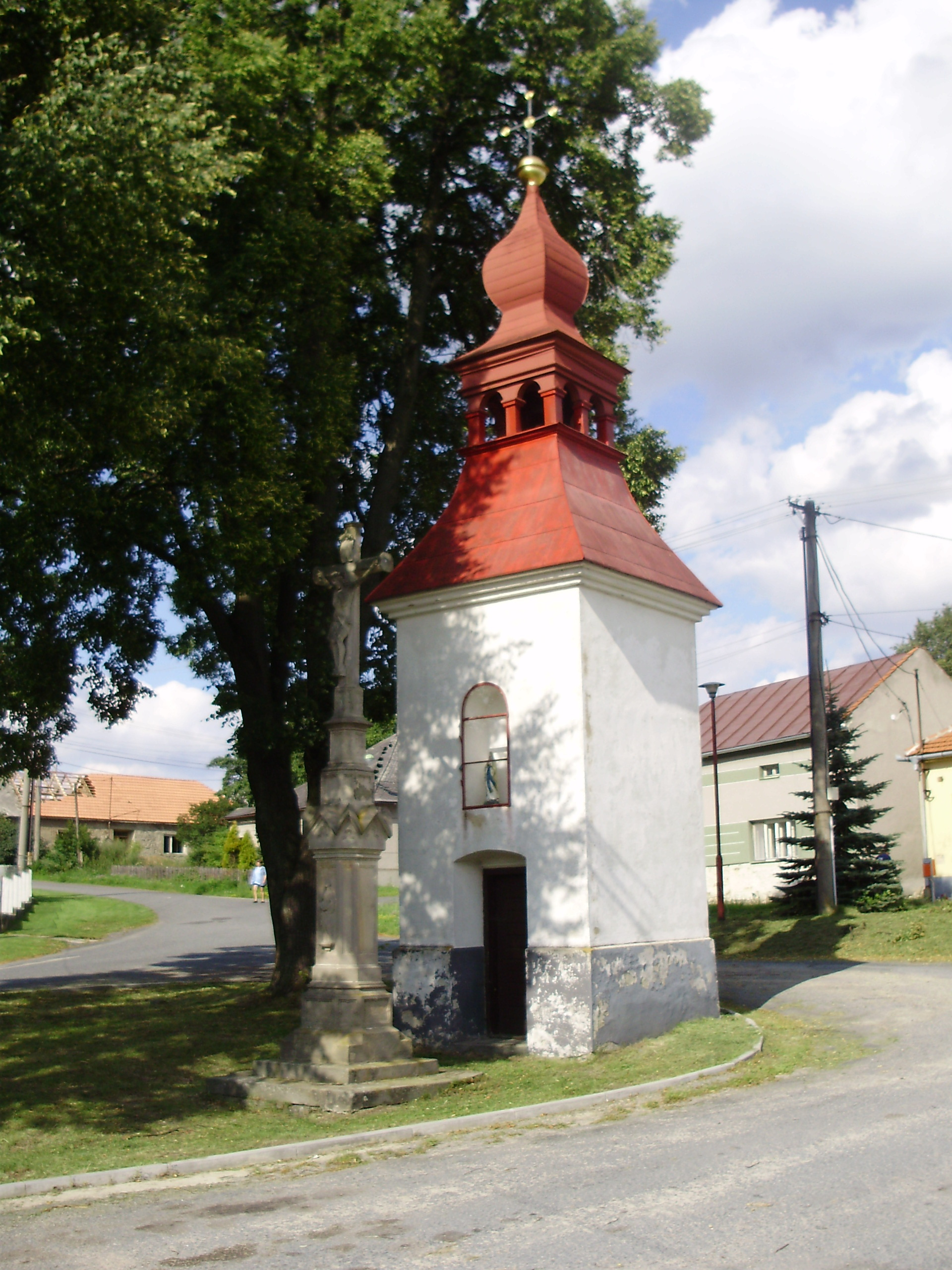
Glockenturm am Dorfanger

Die erste schriftliche Erwähnung von Nebstich erfolgte im Jahre 1426. Der Name des Ortes leitet sich von Neustift ab. Das Dorf wurde um einen unregelmäßig trapezförmigen und nach Westen hin offenen Anger angelegt. Im Jahre 1750 bestand Nebstich aus elf Anwesen. Bis zur Mitte des 19. Jahrhunderts war das Dorf zur Herrschaft Wischau untertänig.
Nach der Aufhebung der Patrimonialherrschaften bildete Nebštych/Nebstich mit dem Ortsteil Březina ab 1850 eine Gemeinde in der Bezirkshauptmannschaft Wischau. 1873 wurde eine einklassige Dorfschule eingeweiht, zuvor erfolgte der Unterricht in Drahan. Am 7. Juli 1892 brach ein Großfeuer aus, das Nebštych und Březina in Schutt und Asche legte. 1895 wurde in Nebštych der zweiklassige Unterricht aufgenommen. 1896 wurde der tschechische Name der Gemeinde in Novosady geändert. Im Jahre 1900 hatte die Gemeinde 462 Einwohner. Im Jahre 1912 gründete sich die Freiwillige Feuerwehr. Seit 1925 führt die Gemeinde den Namen Nové Sady. 1930 lebten 416 Personen in der Gemeinde. Während der deutschen Besetzung erfolgte 1940 der Beschluss zur Erweiterung des Schießplatzes Wischau zu einem großen Truppenübungsplatz der Wehrmacht. Zu den 33 für die Errichtung des Truppenübungsplatzes Wischau zu räumenden Dörfern gehörten in der dritten, bis 30. Oktober 1943 zu realisierenden Etappe auch Nebstich und Birkicht. In den 57 Häusern von Nebstich lebten zu dieser Zeit 337 Menschen. Nach dem Ende des Zweiten Weltkrieges wurde die Gemeinde wieder besiedelt. Ein Teil der Vertriebenen kehrten nach Kriegsende zurück und die Häuser waren teils durch die Übungen beschädigt. Im Jahre 1950 hatte die Gemeinde nur noch 259 Einwohner. Am 1. Mai 1951 erfolgte die Errichtung des Truppenübungsplatzes Březina, dabei wurden die Wälder rund um Nové Sady dem Militärgebiet zugeordnet. Bis 1961 wuchs die Zahl der Einwohner auf 284 an, danach setzte ein Bevölkerungsrückgang ein. Im Jahre 1991 hatte Nové Sady 142 Einwohner. Zwischen 1970 und 1998 sank die Einwohnerzahl von 261 auf 115. Dieser Trend setzte sich zu Beginn des 21. Jahrhunderts fort. Eine Prognose ging jedoch davon aus, dass künftig wieder ein Bevölkerungszuwachs erfolgen und die Gemeinde im Jahr 2010 140 Einwohner haben sollte.

## Gemeindegliederung
Die Gemeinde Nové Sady besteht aus den Ortsteilen Březina (Birkicht) und Nové Sady (Nebstich).

## Sehenswürdigkeiten
- Glockenturm, geweiht 1892
- Betsäule

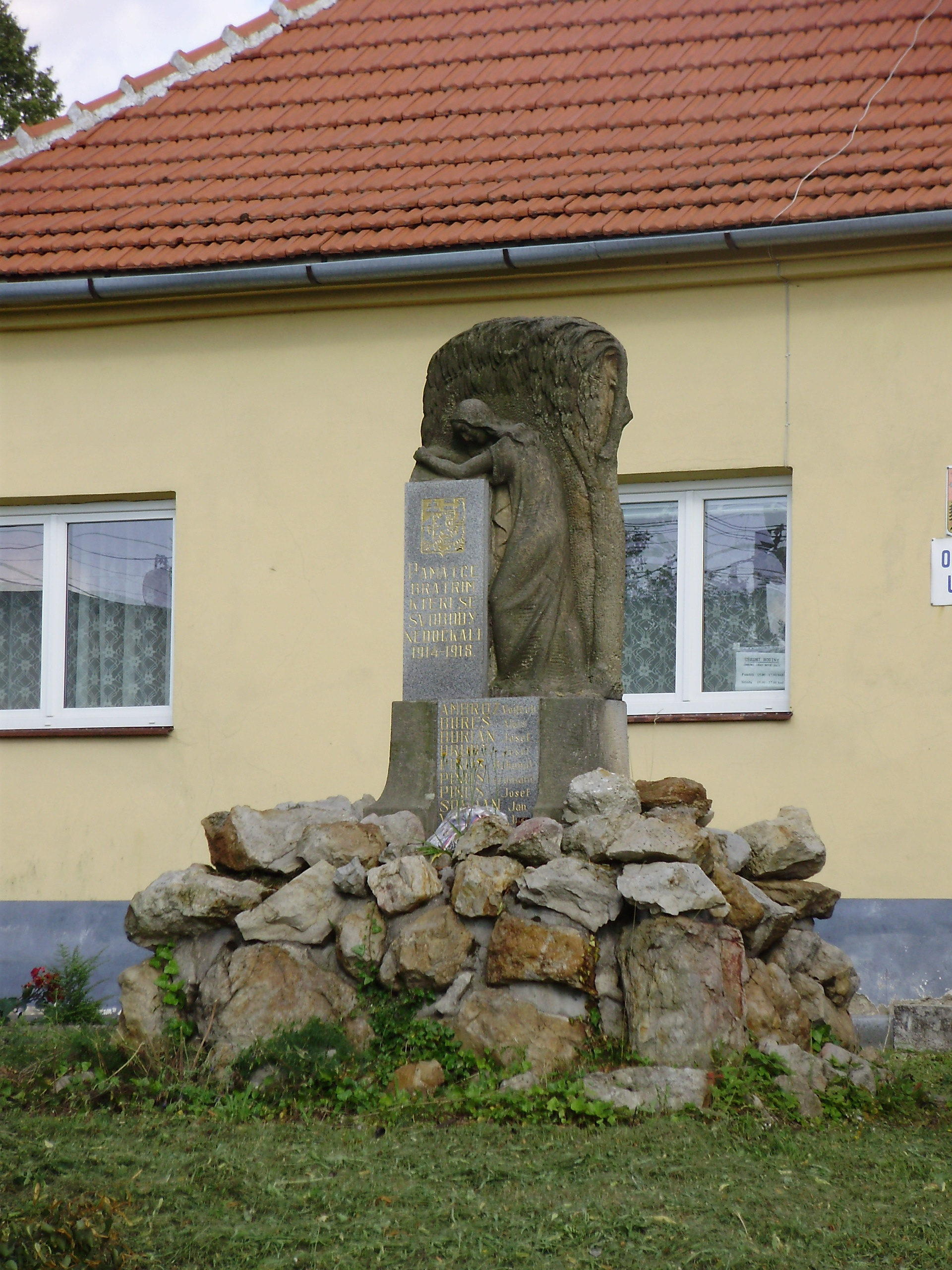
Denkmal am Dorfanger

- zwei Wegekreuze, errichtet 1856 und 1892
- Reste der Burg Starý Plumlov, nordöstlich des Dorfes auf dem Truppenübungsplatz
- Naturdenkmal Údolí Velké Hané, westlich des Ortes